# محطة قطار العبادلة
محطة العبادلة هي محطة سكة حديد جزائرية قديمة تقع بإقليم بلدية العبادلة بولاية بشار. تُعدّ جزءًا من شبكة الخطوط الإقليمية التي وتديرها الشركة الوطنية للنقل بالسكك الحديدية في الجزائر.
دخلت المحطة حيز الخدمة سنة 1948، خلال امتداد 90 km للسكك الحديدية العابرة للصحراء من بشار (كولومب بشار سابقا) إلى العبادلة.

## موقعها في الشبكة الحديدية
تقع المحطة على ارتفاع 580 متر ، وكانت المحطة الوصول النهائية لخط بشار إلى عبادلة ، عند النقطة الكيلومترية (PK) 90 من الخط حيث سبقتها محطة بشار - البحر الأبيض المتوسط - النيجر.

## تاريخ
افتتحت المحطة في عام 1948 أثناء تمديد محطة قطار بشار العابر للصحراء (أو خط السكة الحديدية بين البحر الأبيض المتوسط والنيجر) بطول 90 km من من بشار (كولومب بشار سابقا) إلى العبادلة. كان هذا القسم من خط السكة الحديدية العابر للصحراء الكبرى يسمى خط بشار إلى عبادلة في الجزائر.
كان مشروع بناء خط السكة الحديدية العابر للصحراء يهدف إلى إنشاء خط سكة حديدية يربط بين ميناء الغزوات (النمور سابقا)، في شمال غرب الجزائر، وسيغو (في دولة مالي ) من جهة، ونيامي (في دولة النيجر )، من جهة أخرى، عبر وجدة في مملكة المغرب وتيسيت في مالي، عابرًا الجزء الغربي من الصحراء . ومع ذلك، لم يمدد الخط إلى ما بعد العبادلة، والتي كانت آخر محطة له حتى عام 1962 عند إغلاقه.

### مقالات ذات صلة
- تاريخ السكك الحديدية الجزائرية
- خط سكة حديد من بشار إلى عبادلة
- خط سكة حديد العابرة للصحراء.
- قائمة محطات القطارات في الجزائر

### روابط خارجية
- "ش.و.ن.س.ح". الشركة الوطنية للنقل بالسكك الحديدية. مؤرشف من الأصل في 2025-05-05.